# کوسکوس چشم‌آبی
کوسکوس چشم‌آبی (نام علمی: Phalanger matabiru) نام یک گونه از شاخه طنابداران است.